# 尖牙观音座莲
尖牙觀音座蓮（学名：Angiopteris acuta）为觀音座蓮科觀音座蓮屬下的一个种。学名已修订，接受名为食用觀音座蓮（Angiopteris esculenta）。